# Josip Bać
Josip Bać (Prijedor, 1902. – Sarajevo 1985.) bio je inženjer hidrogeologije, znameniti istraživač podzemnih voda koji se školovao na Visokoj tehničkoj školi u Beču i Pragu i dao nemjerljiv doprinos pronalasku voda, pitkih, mineralnih ili ljekovitih, ali i razvoju zdravstvenog turizma u mnogim mjestima u BiH, ali i zemljama regije i Europe. Značajan dio radnog vijeka proveo je u Kiseljaku.
Pisati o djelatnosti Josipa Baća inženjera hidrotehničara, specijaliste za zahvat termo-mineralnih voda, profesora i akademika, znači obuhvatiti jedan izvanredno veliki znanstveni i stručni opus.
Zbog njegovog bogatog i stvaralačkog doprinosa u području balneohidrologije i balneotehnike u Sloveniji, Hrvatskoj, Bosni i Hercegovini te u inozemstvu njegovo se ime spominje s velikim poštovanjem i zahvalnošću.

## Biografski podaci
Akademik Josip Bać rodio se 1902. godine u Prijedoru (BiH), kao dijete tehničkog činovnika bosanskohercegovačke administracije. Poslije preseljenja obitelji u Sarajevo, rano je izgubio oca, pa je sva materijalna i ostala briga oko izdržavanja i školovanja njega i četiri njegova brata pala na majku Mariju, rođ. Oršić.
U ovim uvjetima završio je u Sarajevu osnovnu i srednju školu.
1921. godine krenuo je u Beč na školovanje na Visoku tehničku školu, ali je iz materijalnih razloga bio prisiljen da prekine studij i da se zaposli u Generalnoj direkciji voda u Sarajevu.
1926. godine odlazi u Prag na Visoku tehničku školu, te završava studij za građevinskog inženjera hidrotehničkog smjera 1936. godine.
Po završetku studija, u Sarajevu je postavljen za šefa Hidrotehničkog odsjeka.
Svoju nastavničku aktivnost na Sveučilištu započinje 1948. na ondašnjoj Saveznoj visokoj školi za planinsko gazdovanje u Sarajevu. Godine 1950. izabran je za izvanrednog profesora na novoosnovanom Poljoprivredno-šumarskom fakultetu u Sarajevu. Godine 1959. prelazi, u istom svojstvu, na Građevinski odsjek Tehničkog fakulteta u Sarajevu na kom je, honorarno predavao od 1952.  Na Građevinskom fakultetu izabran je za redovnog profesora 1965. Ujedno je bio stalni znanstveni suradnik Zavoda za hidrotehniku Građevinskog fakulteta od 1954. godine.
Za uspjehe i zalaganja u stručnom i znanstvenom radu primio je brojna odlikovanja i druga priznanja, nagrade i diplome.
Počasni je građanin Rogaške Slatine i Gornje Radgone u Sloveniji, Teslića i Gračanice u BiH. Počasni je član mnogih organizacija i ustanova koje je akademik Bać svojim radom naročito zadužio.
Treba istaknuti da je akademik Bać odlikovan i sa 2 visoka austrijska odlikovanja za zasluge: Velikim počasnim ordenom i Srebrenim komturnim križem. Oba odlikovanja uručena su mu u znak zahvalnosti za njegove uspješne zahvate na terenima Austrije.

## Stručni i znanstveni radovi
U toku svoje dugogodišnje djelatnosti akademik Bać se ističe ne samo kao dobar i priznat hidrotehnički stručnjak, nego i svojim zapaženim znanstveno-istraživačkim radovima.
Njegove originalne metode rada, u području hidrobalneologije i balneotehnike poznate su i vrlo cijenjene kako u BiH, tako i u inozemstvu. 
Po prijedlozima akademika Baća i pod njegovim rukovodstvom uspješno su izvršeni istražni i kaptažni radovi brojnih termomineralnih voda.
Navodimo samo neke od njih:
- Slovenija: Rogaška Slatina, Radenci, Vojno lječilište u Rimskim toplicama, Terma u Podčetrtku
- Bosna i Hercegovina: Banja Ilidža, Kiseljak, Banja Fojnica, mofete u Klokotima kod Kiseljaka, Banja Vrućica, Banja Gradačac, Vitinički kiseljak, u Kozluku kod Zvornika, Višegradska banja, termalni izvori u Sočkovcu kod Gračanice, plinoviti termalni izvor u Boljaniću kod Gračanice
- Hrvatska: Istarske toplice, Stubičke toplice, Varaždinske toplice, terma u Lipiku
- Srbija: Viča kod Prokuplja, Smederevska Palanka
- Austrija: Bad Tatzmannsdorf, Bad Mitterndorf, Bad Schonau
- Italija: Casamicciola (o. Ischia)
- Njemačka: Urach, pokrajina Baden-Wurttemberg

Svi postignuti rezultati u punoj mjeri osvjetljavaju i potvrđuju ispravnost znanstvenih koncepcija i metoda rada akademika Baća. On rješavanju problema pristupa kompleksno, povezujući hidrološke i geološke elemente pojedinih izvorišnih područja sa hidrauličkim elementima zahvatne građevine, nastojeći pri tome ostvariti optimalne uvjete izražene visinom pijezometrijskog nivoa, izdašnošću i kvalitetom zahvaćene vode. Za razliku od tradicionalnih plitkih zahvata termomineralnih voda, kojima se ne mogu postići optimalni rezultati, akademik Bać primjenjuje dubinske zahvate, bušenjem.
Vrijedno je istaći da je akademik Bać uspješno primijenio metode dubinskog bušenja i u području krša, radi zahvata pitke vode na lokalitetima:
- Slano kod Dubrovnika
- Studenac kod Mostara
- Ostrožac kod Duvna
- šire i uže područje Cazina
- šire i uže područje Velike Kladuše
- šire i uže područje Gračanice
- Sarajevo – u krugu Sarajevske pivare i u širem prostoru Sarajevskog polja.

Danas se o njemu malo zna u širokim krugovima, pa ipak bez njega mnogi gradovi ne bi imali vodu. 